# بیل مامی
بیل مومی (انگلیسی: Bill Mumy؛ زادهٔ ۱ فوریهٔ ۱۹۵۴) یک هنرپیشه، موسیقی‌دان، نوازنده، صداپیشه اهل ایالات متحده آمریکا است. وی از سال ۱۹۵۹ میلادی تاکنون مشغول فعالیت بوده‌است.

## گزیده فیلمشناسی
از فیلم‌ها یا برنامه‌های تلویزیونی که وی در آن نقش داشته‌است می‌توان به آثار زیر اشاره کرد.
- منطقه نیمه‌روشن (۱۹۶۱، ۱۹۶۳)
- افسونگر (مجموعه تلویزیونی) (۱۹۶۴)
- ویرجینیایی (۱۹۶۵)
- خواب جینی را می‌بینم (۱۹۶۵)
- گمشده در فضا (مجموعه تلویزیونی ۱۹۶۵ تا ۱۹۶۸) (۱۹۶۵–۶۸)
- پاپیون (فیلم ۱۹۷۳) (۱۹۷۳)
- کارآگاه راکفورد (۱۹۷۴)
- کاپیتان آمریکا (فیلم ۱۹۹۰) (۱۹۹۰)
- فلش (مجموعه تلویزیونی ۱۹۹۰) (۱۹۹۱)
- یاکو و واکو (۱۹۹۴)
- بتمن: مجموعه پویانمایی (۱۹۹۵)
- کتاب کمیک: فیلم (۲۰۰۴)
- خانه لاود (۲۰۱۸)
- گمشده در فضا (مجموعه تلویزیونی ۲۰۱۸) (۲۰۱۸)